# Glogovik
Glogovik (cyr. Глоговик) – wieś w Serbii, w okręgu raskim, w gminie Tutin. W 2011 roku liczyła 186 mieszkańców.